# Тавадзе, Реваз
Реваз Тавадзе (груз. რევაზ თავაძე, 3 марта 1937 — 16 декабря 2020) — грузинский советский музыкант и музыкальный педагог. Заслуженный артист Грузинской ССР (1978).

## Биография
В 1960 году окончил Тбилисскую государственную консерваторию им. Вано Сараджишвили по классу фортепиано, аспирантуру (1962) у профессора В. Шиукашвили. С 1962 года преподавал там же (фортепиано, история музыки), с 1989 года — профессор, с 2009 года — заслуженный профессор. Среди учеников — лауреат международных конкурсов Георгий Гигашвили.
В 1996—2003 годах успешно гастролировал по городам Германии.
Основатель программ «Беседы об истории фортепиано» на грузинском радио «Муза» (около 120 программ).
Уход из жизни Реваза Тавадзе назван одной из главных потерь 2020 года культуры Грузии